# Caroline Désir
Pour les articles homonymes, voir Désir (homonymie).
Caroline Désir, née le 20 octobre 1976 à Bruxelles, est une femme politique belge, membre du PS.

## Biographie
Caroline Désir est la petite-fille de l'animateur et homme politique Georges Désir.

### Parcours scolaire et professionnel
Elle est juriste licenciée en droit (Université libre de Bruxelles) et elle détient une licence spéciale en droit social (Vrije Universiteit Brussel). Elle a été avocate en droit du travail avant de bifurquer vers la politique fin 2000.

### Parcours politique
Elle est députée au Parlement régional bruxellois de juin 2009 à juin 2019 . Elle est aussi députée au Parlement de la Communauté française de Belgique où elle est nommée Vice-présidente de la commission Éducation de juin 2009 à septembre 2017. Elle est également déléguée au Sénat de juin 2009 à septembre 2013. 
De 2013 à 2019, elle est échevine à Ixelles chargée de la Rénovation urbaine - contrats de quartier, de la mobilité et des propriétés communales, puis, après les élections communales de 2019, chargée de l’instruction publique.
Elle est élue députée fédérale en mai 2019. Le 17 septembre 2019, elle devient Ministre de l’Éducation de la Fédération Wallonie-Bruxelles dans le gouvernement Jeholet.

## Mandats politiques
- Depuis 2006 : Conseillère communale à la commune d'Ixelles[3],[4] ;
- 23/06/2009 - 11/06/2019 : Députée au Parlement bruxellois (Chef de groupe PS à partir du 15/09/2017) ;
- 30/06/2009 - 07/09/2017 : Députée de la Communauté française
- 30/06/2009 - 19/09/2013 : Sénatrice de communauté de Belgique
- 19/09/2013 - 20/06/2019 : Échevine de la commune d'Ixelles
- 20/06/2019 - 19/09/2019 : Députée fédérale à la Chambre des représentants de Belgique
- 17/09/2019 - 16/07/2024 : Ministre de l'Education de la Fédération Wallonie-Bruxelles
- Depuis le 10/07/2024 : Députée fédérale à la Chambre des représentants de Belgique

## Décorations
- Commandeur de l'ordre de Léopold (2024)[5].